# 斯塔卢波嫩战役
斯塔卢波嫩战役是德意志帝国陆军与俄罗斯帝国陆军于1914年8月17日进行的东线开幕战。德意志帝国陆军在赫尔曼·冯·弗朗索瓦的领导下，面对兵力数倍于己方但军团之间存在分歧且兵力分散使得其27师和40师之间存在缝隙的俄军成功地进行了一次反击。本次战役仅仅是德军的一次小胜利，因为在宏观层面上它并未阻挡俄军对东普鲁士的推进；但它也一定程度上打乱了俄军的战略计划。

## 序幕
德意志帝国陆军在战前所制定的“施里芬计划”的主要目标为尽可能迅速在西线击败法国和将会加入战争的英国，并能在此之后将部队调转至东线来应付数量庞大的俄罗斯帝国陆军。与德军的8支集团军相比，俄军能够部署10支满员的集团军，但由于它们分散在全国各地，且因为相对不发达的铁路系统，这些军队需要一定的时间来组织并动员。这意味着德军能够在短时间内进行一场阻挡俄军推进的防御战，并静待西线的战果。
在东线的敌对行动即将开始之前，东线的战局根据战前各国的计划发展。俄军的两个集团军位于最前线，分别是位于柯尼斯堡市东部由保罗·冯·伦宁坎普指挥的第一集团军和位于东普鲁士南方的亚历山大·萨姆索诺夫的第二集团军。伦宁坎普的第一集团军计划直接向柯尼斯堡市推进并牵制该地的所有德军；而萨姆索诺夫的第二集团军则向西北方向推进并消灭任何试图逃脱的德军有生力量。
在另一方，德军的战略部署很大程度上正中了俄军的预测。德第8集团军措手不及地被伦宁坎普撕开了一个口袋，且没有足够的兵力同时应付两条战线的俄军。德军的情况看上去几乎陷入绝境，更何况战略命令是要求他们拖延时间并撤退；但德第8集团军下属第1军司令官赫尔曼·冯·弗朗索瓦确信他训练有素且装备精良的军队能够阻挡甚至击败如潮水般涌来的俄军。
在战略部署上，德第8集团军大部在俄国边界以西32公里内的城市贡宾嫩南部组织成一道防线；但仍然有小股部队被派驻守距前线更近的小镇，铁路要道及防御据点。他们被命令边战边退直至与贡宾嫩的德军主力回合并将敌人吸引至此处。在战争开始的前五天，他们仅仅与在边界附近侦查的俄军骑兵队爆发了小规模冲突。

## 战斗经过
1914年8月17日，伦宁坎普率军入侵东普鲁士，指挥俄第1集团军直接向西部的东普鲁士德军前线进发。尽管他的军队未遭到任何抵抗，他仍然命令全军在位于边界8公里的战线上休整。此时，弗朗索瓦亦在没有获知命令的情况下命令他的军队向俄军休息的斯塔卢波嫩进发。一次激烈的正面进攻迅速击溃了俄军部队，俄军伤亡近3000人，另有约4500人被俘；俄第105步兵团几乎被成建制歼灭。尽管俄第29和第25师在斯塔卢波嫩北部取得小胜并俘获数名俘虏和数门大炮，但无法改变俄军的败局。当下撤退命令给弗朗索瓦的上司，马克西米连·冯·普里维茨将军，得知其已挥军与俄军交战时，立即敦促弗朗索瓦中断进攻并向维斯瓦河方向撤退。此时的弗朗索瓦早已下定决心待德军确保前线安全之后再稳步撤退；他无论如何也不会这么做。于是他轻蔑地向副官说出了著名的一段话：“请你向普里维茨将军报告，说弗朗索瓦将军会在他打败俄国人之后再撤退。”

## 后记
弗朗索瓦率军追击撤退的俄军，直至在夜晚受阻于俄军的炮火后不情愿地服从普里维茨将军的命令向西撤24公里并在附近的贡宾嫩扎营。弗朗索瓦的成功感染了其他人，包括普里维茨将军，说服其在与俄军交战时显得更加具有进攻性；但这种做法在两天后的贡宾嫩战役中被证明是不明智的。

## 资料
- Buttar, Prit (2014). Collision of Empires: the War on the Eastern Front in 1914. Osprey. ISBN 9781782006480. OCLC 858956311.
- Gilbert, Martin (1994). The First World War: A Complete History. New York: Henry Holt and Company. ISBN 080501540X.